# Smart Mirror

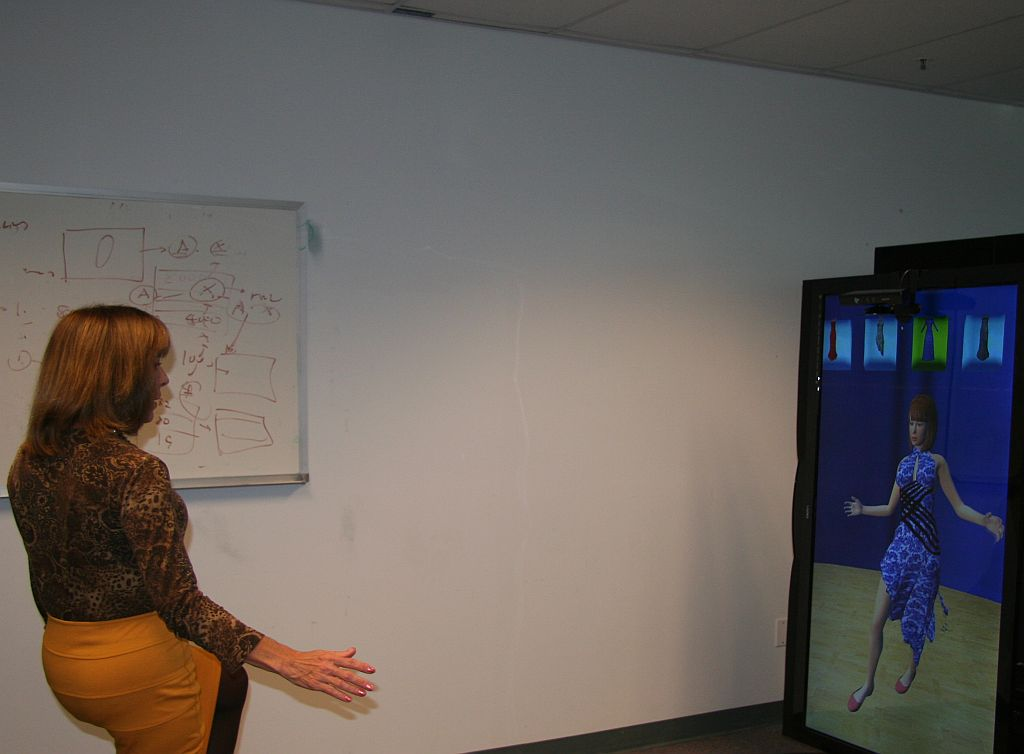
Ein Smart Mirror, der auf Bewegung reagiert und Kleidungsstücke anzeigt

Ein Smart Mirror (auch Virtual Mirror, im Deutschen auch Smarter Spiegel, interaktiver Spiegel oder intelligenter Spiegel) ist ein Spiegel, der das Spiegelbild mittels eines darunter liegenden Bildschirms mit erweiterter Realität mit Computerinformationen (Text, Bildern, Videos) kombiniert. Als smartes Gerät gehört er zum Smart Home und ist oft Teil des Internets der Dinge.

## Funktionen und Software
Smart Mirrors sind teils in der Lage Bewegungsmuster und Gesichtserkennung zu analysieren und mittels Software dazu passende digitale Information darzustellen. Steuern lassen können sie sich unter anderem mittels eines verbauten Touchscreen, Spracherkennung, Gestensteuerung oder einem externen Gerät zum Fernzugriff. Die Bedienung kann auch mit einem großen Tablet verglichen werden.
Neben der Medienwiedergabe, Kamerafunktionen und dem Anzeigen von rudimentären Informationen wie Uhrzeit, Datum, Wetter o. ä. und soll auf dem Smart Mirror Software laufen, die den Anwender unterstützt und persönlichere Informationen anzeigt, beispielsweise in Form eines Intelligenten persönlichen Assistenten, eines Entscheidungsunterstützungssystems oder eines Intelligenten virtuellen Agenten.
Konkrete Einsatzzwecke hierfür sind unter anderem die Hilfe bei der Wahl der Bekleidung (z. B. durch eine Virtuelle Umkleidekabine), dem Umstyling und das Anwenden von Kosmetika; E-Health und Sportprogramme; Fahrzeugsinformationsanzeigen am Autospiegel und Spiegeln anderer Fahrzeuge, Flugzeuge und Schiffe; als Attraktion oder Spiel in der Freizeit- und Unterhaltungsbranche sowie als Werbeanzeigetafel. Für den E-Commerce ist hierbei vor allem die direkte Überleitung von Assistenten zum Online-Handel von Bedeutung.
Eigene Betriebssysteme für Smart Mirrors sind unter anderem das Open-Source-System Magic Mirror 2 von Michael Teeuw und das proprietäre System MirrOS von Glancr, die beide auch auf dem Raspberry Pi und daher auch auf selbstgebauten Geräten laufen.

## Markt
Der größte Markt ist der nordamerikanische Markt, wo 2018 rund 613 Millionen US-Dollar Umsatz generiert wurden und bis 2026 ein Umsatz von 1,279 Milliarden prognostiziert wird. Der zweitgrößte Markt ist der asiatisch-pazifische Raum mit 495 Millionen US-Dollar Umsatz im Jahr 2018 und einer Prognose von 1,169 Milliarden US-Dollar bis zum Jahr 2026. Große Hersteller auf dem Markt sind unter anderem Seura, Samsung Electronics, Perseus Motors, Murakami Corporation, Magna International Inc., Japan Display Inc., Gentex Corporation, Ficosa (Panasonic) und Dension.

## Smart Mirrors als Software
Neben eigenen Smart-Mirror-Geräten gibt es auch Software, die den Bildschirm von Alltagsgeräten durch eine Webcam bzw. verbaute Kamera zu einem Smart Mirror machen kann.